# Scarborough—Rouge River
Pour les articles homonymes, voir Scarborough.
Circonscription électorale fédérale du Canada
Scarborough—Rouge River est une ancienne circonscription électorale fédérale et provinciale en Ontario.

## Circonscription fédérale
La circonscription était située dans le sud de l'Ontario, plus précisément dans la ville de Toronto. Elle consiste à une portion du district de Scarborough.  
Les circonscriptions limitrophes étaient Ajax—Pickering, Markham—Unionville, Oak Ridges—Markham, Pickering—Scarborough-Est, Scarborough—Agincourt, Scarborough-Centre et Scarborough—Guildwood.   

### Résultats électoraux
|       | Candidat             | Parti        | # de voix | % des voix |
|       | Marlene Gallyot      | Conservateur | +13 935,  | 29,9 %     |
|       | Rana Sarkar          | Libéral      | +12 699,  | 27,25 %    |
|       | Rathika Sitsabaiesan | NPD          | +18 935,  | 40,62 %    |
|       | George B. Singh      | Vert         | +00684,   | 1,47 %     |
|       | Mark Balack          | Indépendant  | +00357,   | 0,77 %     |
| Total | Total                | Total        | 46 610    | 100 %      |

|       | Candidat      | Parti        | # de voix | % des voix |
|       | Jerry Bance   | Conservateur | +09 160,  | 22,49 %    |
|       | (x) Derek Lee | Libéral      | +23 716,  | 58,23 %    |
|       | Ryan Sloan    | NPD          | +05 954,  | 14,62 %    |
|       | Attila Nagy   | Vert         | +01 567,  | 3,85 %     |
|       | Alan Mercer   | Libertarien  | +00331,   | 0,81 %     |
| Total | Total         | Total        | 40 728    | 100 %      |

### Historique
La circonscription de Scarborough–Rouge River a été créée en 1987 d'une partie de York—Scarborough. Abolie lors du redécoupage de 2012, elle fut redistribuée parmi Scarborough—Rouge Park et Scarborough-Nord.
1. 1988-2011 – Derek Lee, PLC
2. 2011-2015 - Rathika Sitsabaiesan, NPD

- NPD = Nouveau Parti démocratique
- PLC = Parti libéral du Canada

## Circonscription provinciale
Depuis les élections provinciales ontariennes du 4 octobre 2007, l'ensemble des circonscriptions provinciales et des circonscriptions fédérales sont identiques.
1. ↑  Élections Canada.